# Belaiba
Belaiba là một đô thị thuộc tỉnh Msila, Algérie. Dân số thời điểm năm 2002 là 20.839 người.